# Kanton Pontaumur
Der Kanton Pontaumur war bis 2015 ein französischer Kanton im Arrondissement Riom im Département Puy-de-Dôme und in der Region Auvergne-Rhône-Alpes; sein Hauptort war Pontaumur, Vertreter im Generalrat des Départements war zuletzt von 1994 bis 2015, wiedergewählt 2008, Maurice Battut. 
Der Kanton war 356,06 km² groß und hatte (2006) 4.824 Einwohner, was einer Bevölkerungsdichte von 14 Einwohnern pro km² entsprach. Er lag im Mittel auf 690 Meter über dem Meeresspiegel, zwischen 500 m in Miremont und 856 m in Saint-Hilaire-les-Monges. 

## Gemeinden
| Gemeinde                 | Einwohner Jahr | Fläche km² | Bevölkerungsdichte | Postleitzahl | Code INSEE |
| ------------------------ | -------------- | ---------- | ------------------ | ------------ | ---------- |
| La Celle                 | 85 (2013)      | –          | – Einw./km²        | 63620        | 63064      |
| Combrailles              | 222 (2013)     | –          | – Einw./km²        | 63380        | 63115      |
| Condat-en-Combraille     | 450 (2013)     | –          | – Einw./km²        | 63380        | 63118      |
| Fernoël                  | 132 (2013)     | –          | – Einw./km²        | 63620        | 63159      |
| Giat                     | 848 (2013)     | –          | – Einw./km²        | 63620        | 63165      |
| Landogne                 | 241 (2013)     | –          | – Einw./km²        | 63380        | 63186      |
| Miremont                 | 314 (2013)     | –          | – Einw./km²        | 63380        | 63228      |
| Montel-de-Gelat          | 473 (2013)     | –          | – Einw./km²        | 63380        | 63237      |
| Pontaumur                | 714 (2013)     | –          | – Einw./km²        | 63380        | 63283      |
| Puy-Saint-Gulmier        | 145 (2013)     | –          | – Einw./km²        | 63470        | 63292      |
| Saint-Avit               | 251 (2013)     | –          | – Einw./km²        | 63380        | 63320      |
| Saint-Étienne-des-Champs | 145 (2013)     | –          | – Einw./km²        | 63380        | 63339      |
| Saint-Hilaire-les-Monges | 101 (2013)     | –          | – Einw./km²        | 63380        | 63359      |
| Tralaigues               | 89 (2013)      | –          | – Einw./km²        | 63380        | 63436      |
| Villosanges              | 325 (2013)     | –          | – Einw./km²        | 63380        | 63460      |
| Voingt                   | 48 (2013)      | –          | – Einw./km²        | 63620        | 63467      |

## Bevölkerungsentwicklung
| 1962  | 1968  | 1975  | 1982  | 1990  | 1999  | 2006  |
| ----- | ----- | ----- | ----- | ----- | ----- | ----- |
| 6.739 | 7.163 | 6.494 | 5.951 | 5.491 | 4.945 | 4.824 |